# راؤول أندريه
راؤول أندريه (بالفرنسية: Raoul André)‏ هو كاتب سيناريو ومصور سينمائي ومخرج فرنسي، ولد في 24 مايو 1916 في الرباط في المغرب، وتوفي في 4 نوفمبر 1992 في باريس في فرنسا.

## وصلات خارجية
- راؤول أندريه على موقع IMDb (الإنجليزية)
- راؤول أندريه على موقع ألو سيني (الفرنسية)
- راؤول أندريه على موقع أول موفي (الإنجليزية)
- راؤول أندريه على موقع قاعدة بيانات الأفلام السويدية (السويدية)
- راؤول أندريه على موقع قاعدة بيانات الفيلم (الإنجليزية)
- راؤول أندريه على موقع كينوبويسك (الروسية)